# Montjoux
Montjoux là một xã thuộc tỉnh Drôme trong vùng Auvergne-Rhône-Alpes đông nam nước Pháp. Xã Montjoux nằm ở khu vực có độ cao từ 421-1316 mét trên mực nước biển.